# The Carpenter's Son
The Carpenter's Son (bra: Segredos do Deserto) é um filme de terror histórico franco-americano escrito e dirigido por Lotfy Nathan. Inspirado no Evangelho da Infância de Tomé, um texto apócrifo do século II, o filme é estrelado por Nicolas Cage, que também atua como produtor através de sua empresa Saturn Films, FKA Twigs, Noah Jupe e Souheila Yacoub. A trama explora a infância de Jesus no Egito romano com um enfoque sombrio, apresentando uma família confrontada por horrores naturais e divinos após o filho revelar poderes misteriosos.

## Sinopse
Ambientado no Egito romano, "The Carpenter's Son" segue uma família em esconderijo composta pelo Carpinteiro (Nicolas Cage), a Mãe (FKA Twigs) e o Menino (Noah Jupe). Influenciado por uma criança misteriosa, o Menino começa a questionar seu guardião e descobre poderes extraordinários, desencadeando um destino que escapa à sua compreensão. Ao exercer essas habilidades, a família torna-se alvo de horrores naturais e divinos, em uma narrativa inspirada no Evangelho da Infância de Tomé, que retrata a infância de Jesus de forma não convencional e sombria.

## Elenco
- Nicolas Cage como o Carpinteiro, provavelmente José, o pai adotivo de Jesus.
- FKA Twigs como a Mãe, interpretando Maria.
- Noah Jupe como o Menino, representando Jesus criança.
- Souheila Yacoub como uma personagem ainda não especificada, possivelmente a criança misteriosa.[2]

## Produção
"The Carpenter's Son" é dirigido e escrito por Lotfy Nathan, cineasta egípcio-americano conhecido por "Harka" (2022) e "12 O’Clock Boys" (2013). A produção é uma colaboração entre as empresas Cinenovo (França), Spacemaker Productions (EUA), Saturn Films (de Nicolas Cage), Anonymous Content, BlueLight e Curious Gremlin. Os produtores incluem Julie Viez, Alex Hughes, Riccardo Maddalosso e Nicolas Cage, com produção executiva de Adam Fogelson, John Friedberg, Fred Berger e Caddy Vanasirikul. A cinematografia é assinada por Simon Beaufils, e a edição por Sophie Corra.
O filme foi anunciado em maio de 2024 durante o Mercado de Cinema de Cannes, com as filmagens iniciadas em setembro de 2024 em Megara, Grécia. Durante a produção, um incidente curioso ocorreu: Nicolas Cage foi atacado por um enxame de abelhas enquanto filmava em uma caverna, forçando a equipe a buscar uma nova locação.

### Material de origem
A narrativa é baseada no Evangelho da Infância de Tomé, um texto apócrifo do século II que narra episódios da infância de Jesus, como a criação de pássaros de argila e atos milagrosos, mas também eventos controversos, como amaldiçoar outras crianças. Considerado herético por figuras como Eusébio e o Papa Gelásio I, o texto oferece uma visão alternativa e menos convencional da vida de Jesus, o que inspirou a abordagem de terror do filme.

## Expectativas
Por ainda estar em pós-produção, não há críticas ou recepção disponíveis. No entanto, a combinação de um elenco renomado, uma premissa baseada em um texto apócrifo controverso e o gênero de terror sugere que o filme pode gerar debates, especialmente entre comunidades religiosas, devido à sua abordagem não convencional da infância de Jesus.